# Polyalthia brevipedunculata
Polyalthia brevipedunculata este o specie de plante din genul Polyalthia, familia Annonaceae, descrisă de Jacob Gijsbert Boerlage. Conform Catalogue of Life specia Polyalthia brevipedunculata nu are subspecii cunoscute.